# Ли Чэнъюй
Ли Чэнъюй (родился в августе 1946, уезд Хайюань, провинция Ганьсу), с мая 2008 года предправления ВСССК, губернатор провинции Хэнань (2003—2008), член ЦК КПК (2007—2012, кандидат с 2002 года).
Член КПК с августа 1971 года, член ЦК КПК 17 созыва (кандидат 16 созыва).

## Биография
По национальности хуэец.
В 1978—1983 годах глава комитета комсомола Нинся-Хуэйского АР.
В 1983-85 годах обучался в ЦПШ при ЦК КПК.
В 1985—1988 год замглавы Учжунского парткома.
В 1988—1992 годах зампред регионального правительства Нинся-Хуэйского АР.
С 1992 года вице-губернатор, в 2003—2008 годах губернатор провинции Хэнань (Центральный Китай) и с 1998 года замглавы парткома провинции.
С марта 2008 года глава парткома и с мая того же года председатель правления Всекитайского союза снабженческо-сбытовых кооперативов (ВСССК), в обеих должностях по август 2011 года.
С августа 2011 года зампред Комиссии ВСНП по делам сельского хозяйства и работы на селе (в 2013 году уже не в должности).